# فيليب إلمان
فيليب إلمان (بالإنجليزية: Philip Elman)‏ هو محامي أمريكي، ولد في 14 مارس 1918 في باترسون في الولايات المتحدة، وتوفي في 30 نوفمبر 1999 في واشنطن العاصمة في الولايات المتحدة.